# 정승기
정승기(鄭昇基, 1999년 3월 17일~)는 대한민국의 스켈레톤 선수이다. 2022년 동계 올림픽에 참가하였으며, 2023년 세계 선수권 대회에서 동메달을 획득했다.

## 경력
경기도 파주시에서 태어났으며, 두일중학교 재학 시절인 2014년에 대한민국 스켈레톤 국가대표 선발전에 최연소인 15세의 나이로 참가했다. 이후 본격적으로 스켈레톤 선수가 되기 위해 대관령중학교로 전학갔으며, 상지대관령고등학교로 진학했다.
2014년 11월에 북아메리카컵에 참가하여 공식적으로 국제 대회에 참가하기 시작했다. 2016년에는 청소년 국가대표로 발탁되었다. 같은 해에 노르웨이 릴레함메르에서 열린 2016년 동계 청소년 올림픽에 참가하여 8위를 기록했다. 이후 자국 평창군에서 열린 2018년 동계 올림픽 개막식에서 스켈레톤 유망주 자격으로 개막식에서 강찬영, 유영, 신혜숙, 이준서, 김윤만, 장유진, 김귀진과 함께 올림픽기를 들고 입장했다.
2019년 3월에 캐나다 휘슬러에서 열린 2019년 세계 선수권 대회에서 9위에 오르며 첫 세계 선수권 대회에서 상위 10위권에 진입했다. 같은 해 12월에 레이크플래시드에서 열린 2019–20년 1차 월드컵을 통해 월드컵 첫 경기를 가졌고, 전체 15위를 기록했다. 2020년 1월에는 독일 빈터베르크에서 열린 3차 월드컵에서 9위에 오르며 월드컵 상위 10권에 처음으로 진입했다. 같은 해 2월에는 독일 알텐베르크에서 열린 2020년 세계 선수권 대회에서 16위를 기록했다.
2021년 2월 알텐베르크에서 열린 2021년 세계 선수권 대회에서는 21위를 기록했다. 같은 해 11월 26일 오스트리아 인스브루크에서 열린 2021–22년 2차 월드컵에서 합계 1분 41.73초를 기록했으나 독일의 크리스토퍼 그로테어, 중화인민공화국의 겅원창, 영국의 맷 웨스턴 모두 합계 기록 1분 46.04초를 기록하며 공동 우승을 달성하면서 차순위인 4위에 올랐다. 이후 12월 31일 라트비아 시굴다에서 열린 6차 월드컵에서 라트비아의 토마스 두쿠르스와 마르틴스 두쿠르스의 뒤를 이어 3위에 오르며 첫 월드컵 메달을 획득했다.
2022년 2월 대표팀 동료이자 2018년 동계 올림픽 금메달리스트인 윤성빈과 함께 중화인민공화국 베이징에서 열린 2022년 동계 올림픽에 참가하며 처음으로 동계 올림픽에 출전하게 되었다. 그는 합계 4분 03.74초를 기록하여 전체 10위를 하며 지난 대회 우승자인 윤성빈을 제치고 10위를 기록했다.